# Parque nacional Mũi Cà Mau
El parque nacional de Mũi Cà Mau (en vietnamita: Vườn quốc gia Mũi Cà Mau) o parque nacional del Cabo Cà Mau es un parque nacional del sur de Vietnam. Está situado en la comuna de Đất Mũi, distrito de Ngọc Hiển, en Cà Mau, la más meridional de las provincias de Vietnam.
El parque fue establecido por la Decisión 142/2003/QĐ-TTg del primer ministro de Vietnam, de 14 de julio de 2003, sobre la base de la zona de preservación natural de Đất Mũi, zona fundada por la Decisión 194/CT, de 9 de agosto de 1986.
Para 2025 se preveía replantar unas 150 hectáreas de manglares, dentro de un plan quinquenal de restauración del bosque. Los manglares forman una importante barrera natural contra las catástrofes naturales y protegen en cierto modo el delta del Mekong.
El parque nacional posee una gran biodiversidad. Aquí viven 26 especies de mamíferos, 43 de reptiles, 9 de anfibios, 233 de peces y 93 de aves.
En 2009, la UNESCO incluyó este parque en su lista de reserva de la biosfera.

## Ubicación
Este parque está situado en el extremo sur del territorio de Vietnam.
Superficie total: 41.862 ha, incluidas:
- Zona interior: 15.262 ha.
- Zona costera: 26.600 ha.